# 正法寺 (中野区)
正法寺（しょうほうじ）は、東京都中野区にある浄土宗の寺院。

## 歴史
1614年（慶長19年）、円蓮社満誉によって開山された。駿河国府中（現・静岡県静岡市葵区）の宝台院の末寺として創建された。元々は日本橋馬喰町に位置していたが、1657年（明暦3年）の明暦の大火で焼失してしまったため、浅草新寺町に移転した。
かつて当寺には、「水掛地蔵」と呼ばれる地蔵菩薩像があった。「江戸東方四十八ヵ所地蔵尊参り」の31番に指定されていたが、1923年（大正12年）の関東大震災で堂宇もろとも破壊され現存しない。1925年（大正14年）に現在地に移転した。

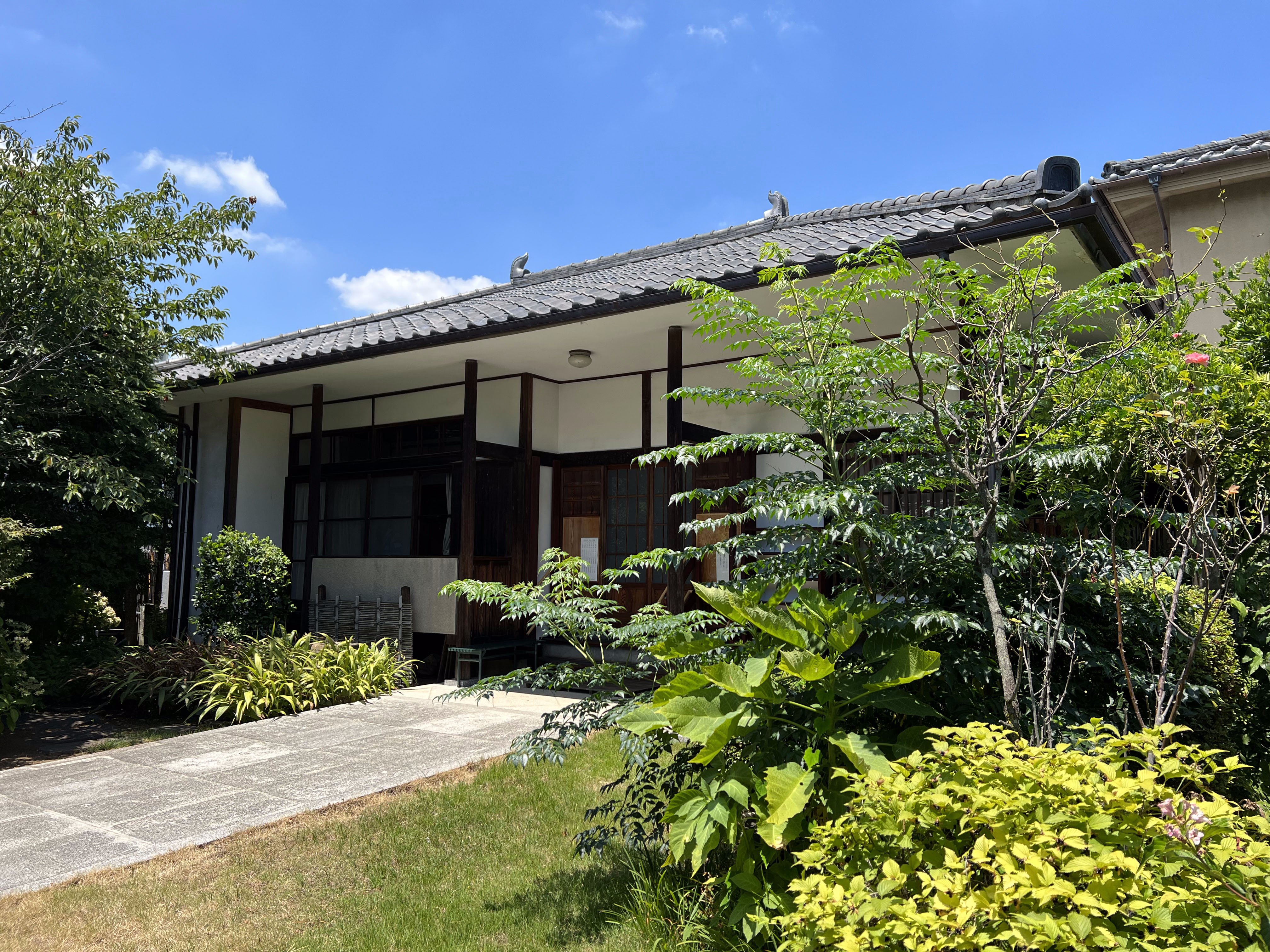
本堂

## 交通アクセス
- 西武新宿線沼袋駅より徒歩10分。